# Joan-Benjamin Gaba
Joan-Benjamin Gaba (Le Chesnay, 7 de enero de 2001) es un deportista francés que compite en judo.
Participó en los Juegos Olímpicos de París 2024, obteniendo dos medallas, oro en el equipo mixto y plata en la categoría de –73 kg.
Ganó una medalla de oro en el Campeonato Mundial de Judo de 2025 y dos medallas de bronce en el Campeonato Europeo de Judo, en los años  2024 y 2025.

## Palmarés internacional
| Juegos Olímpicos   | Juegos Olímpicos       | Juegos Olímpicos  | Juegos Olímpicos |
| Año                | Lugar                  | Medalla           | Categoría        |
| ------------------ | ---------------------- | ----------------- | ---------------- |
| 2024               | París (Francia)        | Medalla de oro    | Equipo mixto     |
| 2024               | París (Francia)        | Medalla de plata  | –73 kg           |
| Campeonato Mundial |                        |                   |                  |
| Año                | Lugar                  | Medalla           | Categoría        |
| 2025               | Budapest (Hungría)     | Medalla de oro    | –73 kg           |
| Campeonato Europeo |                        |                   |                  |
| Año                | Lugar                  | Medalla           | Categoría        |
| 2024               | Zagreb (Croacia)       | Medalla de bronce | –73 kg           |
| 2025               | Podgorica (Montenegro) | Medalla de bronce | –73 kg           |